# Peperit
A peperit magmás és üledékes elegyrészeket is tartalmazó, kevert összetételű kőzet.

## Összetétele, típusai
A peperitek két jelentős csoportja:
- blokkpeperit (blocky peperite) és
- globuláris peperit (globular or fluidal peperite).

A blokkpeperit struktúrája általában fogazott, benne a magmadarabok szögletesek. A globuláris peperitben az asszimiláció erőteljesebb, a magma és az üledék határa gyakran elmosódik. 

## Keletkezése, földtani helyzete
Peperit olyankor alakul ki, amikor a láva vagy magma és konszolidálatlan, nedves üledékkel kerül kapcsolatba, és a kölcsönhatás eredményeként a kétféle anyag keveredik. Éppen ezért a peperitek a víz alatt képződő vulkáni-üledékes sorozatokban gyakoriak.
A fenteiknek megfelelően a peperitképződés két fő folyamata:
1. a felemelkedő magma nedves üledékeket tör át;
2. a víz alatti lávafolyás konszolidálatlan üledéket borít el.

Minél melegebb a magma és minél nagyobb az üledék víztartalma, annál szélesebb a peperites kontaktus. Az intrúziók körül olyankor, amikor a peperit széles zónában követhető, az olvadék mintegy átitatja a környező üledéket, amelybe szabálytalan alakú dájkok formájában nyomul be.
Globuláris peperit többnyire finomszemcsés, jól osztályozott, laza üledékekből alakul ki, mert ezekben viszonylag sok a pórusvíz, és az ilyen üledéket az olvadék könnyen fluidizálja. A peperitek képződését gyakran kísérik freatomagmás kitörések, ugyanis ha az olvadék és az üledék kontaktusán sok gőz-gáz fejlődik, az átrobbanthatja a lávafolyást. Az ilyen, vízbe vagy jelentős víztartalmú üledékre ömlő lávafolyásokban gyakoriak a lokális, „gyökér nélküli” freatikus kitörések – hogy mennyire gyakoriak, az a lávaréteg vastagságától és az üledék nedvességtartalmától függ. A víz alatti lávafolyásokban a lávaréteg lefojtó hatásához a fölötte levő vízoszlop nyomása is hozzáadódik.